# Llista d'actes violents de caràcter feixista al País Valencià
La violència feixista al País Valencià, també anomenada violència política al País Valencià, és un conjunt de fets delictius que es donen al País Valencià per part de grups feixistes i d'ultradreta contra col·lectius valencianistes, immigrants o defensors dels drets dels homosexuals des de la transició. El País Valencià és, segons l'informe RAXEN del Ministeri de Treball i Immigració, la comunitat autònoma de l'estat espanyol on més incidents i fets racistes, xenòfobs, antisemites i homòfobs es produeixen.
Aquesta llista inclou els actes violents feixistes des de 1971. A causa de la proliferació de referències, a partir de la dècada del 2000 la llista és més precisa i detallada, mentre que en les dècades anteriors només són destacats els actes violents que tingueren més repercussió.

## Dècada del 1970
- 26 de març de 1971: trenquen l'aparador i llencen tinta a la llibreria Tres i Quatre. Els danys ocasionats es valoraren en 140.000 pessetes.[3]
- 8 de maig de 1972: atac amb un artefacte incendiari contra la llibreria Tres i Quatre. Prèviament, aquesta llibreria ja havia estat atacada amb rajoles, i s'havien fet pintades amenaçants a la porta.[3]
- 8 de juny de 1972: incendien diversos paquets de la llibreria Tres i Quatre amb una llauna de gasolina. Pèrdues de més de 800.000 pessetes de l'època. A més, la llibreria romangué inactiva mentre efectuaven les restauracions i només reobriria el 26 de juny.[3]
- 27 de febrer de 1976: Felipe González i Alfonso Guerra posposen una conferència a causa de la virulència dels atacs de sectors blavers.[4]
- Abril de 1976: el sacerdot valencià d'origen mallorquí Pere Riutort, president de la Comissió Interdiocesana de Litúrgia de la Província Eclesiàstica Valentina (organisme responsable de l'edició en llengua vernacla dels textos religiosos) i que s'oposava als partidaris del secessionisme lingüístic (havia dirigit l'edició del Llibre del Poble de Déu el 1975, recull de textos litúrgics adaptats a les variants valencianes, acusat de "catalanitzat"), és agredit físicament[5] per instigació de Ramon Pascual Lainosa, president de la Junta Central Fallera.[6]
- Juliol de 1976: esclata una bomba a l'estadi del Llevant UE la nit abans de la realització de l'acte independentista la Trobada dels Pobles.[6] Pels fets va ser detingut l'ultradretà José Luis Roberto Navarro.[7][8]
- 5 d'agost de 1976: bomba a la llibreria La Araña.[6]
- Setembre de 1976: atac amb una bomba incendiària al domicili del líder de Comissions Obreres a la Vall d'Uixó, Diego Moreno.[3]
- 25 de novembre de 1976: En el mateix any de la seua creació, la llibreria 'La Costera' de Xàtiva va sofrir un atemptat de bomba atribuït al V comando Adolf Hitler. L'atemptat va provocar nombrosos danys, però no hi va haver ferits.[9]
- 6 d'octubre de 1977: a Alacant, el militant del MCPV Miquel Grau rep al cap l'impacte d'una rajola que un membre de Fuerza Nueva, Miguel Angel Panadero Sandoval, li va llençar des d'una finestra mentre enganxava cartells per a la Diada del País Valencià. Miquel moriria deu dies després.[10][11]
- 22 de desembre de 1977: bomba contra la impremta Vila, on s'imprimien la revista Valencia Semanal, els òrgans interns del PCE-PCPV i del PSPV (històric)[12] i la revista oficial del València CF.[13]
- 3 de febrer de 1978: activistes blavers intenten suspendre una conferència sobre l'Església i l'autonomia política a l'Ateneu de València.[12]
- 22 d'abril de 1978: diversos editors i llibreters són amenaçats durant la Fira del Llibre de València.[14]
- 21 de maig de 1978: tancada de militants del GAV a la Diputació. Es va realitzar un acte de suport, amb un centenar de persones, i en acabar l'acte es van dirigir al domicili de Manuel Sanchis Guarner, llançant petards contra la porta i realitzant pintades vexatòries.[15]
- 10 de juny de 1978: atac amb explosius a Novelda. Un any després, es detindria i acusaria de l'atemptat Miguel Navarro Salas, alias Toni Salas.[16] Salas va ser delegat de premsa d'Unió Regional Valenciana i membre del Grup d'Acció Valencianista.[12][17]
- 15 de juny de 1978: la farmàcia d'un dirigent del PSP a L'Albufereta d'Alacant és incendiada durant una campanya electoral.[3]
- Juliol de 1978: membres del Grup d'Acció Valencianista i Fuerza Nueva agredeixen els assistents (mestres, xiquets, familiars i amics) a la festa de cloenda de la III escola d'estiu a Campanar (València).[18]
- 29 d'agost de 1978: col·loquen un fals paquet bomba a la seu de Valencia Semanal al carrer de Sorní de València.[19]
- 4 de setembre de 1978: bomba al cinema Goya d'Alcoi, on es projectava la pel·lícula La portentosa vida del pare Vicent.[20]
- Octubre de 1978:[21] esclata una bomba als lavabos de la Plaça de Bous de València durant la realització de l'Aplec del País Valencià.[5][6][20] També va sabotejar-se l'equip de so.[22]
- 17 d'octubre de 1978: paquet Bomba a casa de Joan Fuster.[6]
- 29 d'octubre de 1978: l'endemà de la celebració dels Premis Octubre, la llibreria Tres i Quatre pateix un atac amb dos còctels Molotov. Els atacs es repetiren l'any vinent, i en ambdós casos varen ser reivindicats pel PENS (Partido Español Nacional-Socialista).[3]
- 18 de novembre de 1978: bomba contra el domicili de Joan Fuster.[20]
- 4 de desembre de 1978: paquet bomba amb mig quilo de dinamita contra Manuel Sanchis Guarner.[5][6][23][24]
- 25 d'abril de 1979: membres del GAV assalten els qui eixien d'una missa en commemoració per la pèrdua dels Furs, cremen les senyeres del Consell que hi havia a la Fira del Llibre de València i agredeixen diferents persones.[25]
- 26 d'abril de 1979 (matinada): la policia desactiva dos artefactes explosius als domicilis de Josep Lluís Albinyana, president del Consell del País Valencià, i Fernando Martínez Castellano, alcalde electe de València.[6][25][26][27]
- 26 d'abril de 1979: insults a Albinyana a l'aeroport de Manises, assalts a les conselleries de Cultura i Transport,[28] senyeres retirades per incontrolats al palau de la Generalitat.[5][6][25]
- 3 de setembre de 1979: Josep Lluís Albinyana i Manuel Girona Rubio, president de la Diputació valenciana, són agredits a Quart de Poblet quan assistien al ple per demanar autonomia segons l'article 151 de la Constitució espanyola de 1978.[5][6] Atacs amb pedres contra la façana de l'edifici on se celebrava el ple, amb diversos ferits.[29]
- 9 d'octubre de 1979: durant la processó cívica del 9 d'octubre és cremada la senyera del Consell al balcó de l'Ajuntament de València. Diversos representants democràtics són agredits durant l'acte, especialment Ricard Pérez Casado.[5] La bandera fou cremada per membres del Grup d'Acció Valencianista (GAV) coordinats per Rafael Orellano.[30]
- 9 d'octubre de 1979: atemptat amb bomba contra el grup Carraixet.[31]
- Octubre de 1979: atacs a les seus del PCPV i del Sindicat Lliure de la Marina Mercant.[6]

## Dècada del 1980
- 20 de gener de 1980: cremen la senyera preautonòmica valenciana del balcó de la Diputació de València. Els fets ocorren poc després que Enric Monsonís retirara la bandera del palau de la Generalitat. Pocs dies després, UCD, PSPV-PSOE i AP votarien a favor de retirar-la oficialment de la Diputació.[17]
- 17 de juny de 1980: el president del GAV, Martín Villalba, és condemnat a tres mesos d'arrest domiciliari per "injúries i calumnies" per publicar al diari Las Provincias que l'atemptat amb bomba que va patir Manuel Sanchis Guarner va ser autoprovocat.[17]
- 10 de juliol de 1980: el president de la Diputació de València, Manuel Girona Rubio, és agredit per haver publicat llibres en valencià. Un grup de blavers l'amenaça en la porta de la Diputació.[5][6]
- 9 d'octubre de 1980: boicotegen la processó cívica de la Diada Nacional del País Valencià mitjançant una seguda. L'alcalde de la ciutat de València, Pérez Casado, va ser agredit durant els incidents.[17] L'acció va ser reivindicada pel GAV el 2002, en el seu 25 aniversari.[32]
- Novembre de 1980: el bar El Sifó, al carrer del Mar de València, és metrallat.[6]
- Maig de 1981: esclata un artefacte explosiu davant la seu del PCPV a Alacant.[6]
- 11 de setembre de 1981: atemptat amb dues bombes[17] a la casa de Joan Fuster a Sueca.[5][6][33][34][35]
- 1982: membres del GAV boicotegen una conferència de Joan Fuster presentada per Josep Guia, que es realitzava en la facultat de filologia de la Universitat de València.[17][32]
- 1983: militants blavers llancen ous durant una conferència del Conseller de Cultura de la Generalitat de Catalunya, Max Cahner, a la Universitat de València.[5] Membres del GAV van participar-hi.[32]
- 24 de gener de 1985: el traductor a l'anglès de la novel·la Tirant lo Blanc, David Rosenthal, es veu obligat a cancel·lar una conferència a la Llotja de València[36] per l'acció boicotejadora d'un grup de blavers, entre els quals es trobava Carles Recio,[5] consistent a soltar ratolins vius a la sala en què es realitzava l'acte.[37][38]
- juny de 1985: membres d'Alternativa Universitaria, liderats per Juan García Sentandreu, irrompen al paranimf de la Universitat de València obligant a suspendre la sessió en què es discutien els estatuts de la institució.[5][37]
- 2 de juny de 1988: agredeixen un equip de TV3 a la processó del Corpus de València.[39]

## Dècada del 1990
- 9 de febrer de 1992: l'entrenador del València CF, Guus Hiddink, ordena retirar una pancarta amb simbologia nazi al camp de Mestalla.[40]
- 9 d'octubre de 1992: punxen les rodes de 80 autobusos que portaven assistents a la manifestació convocada per ACPV per la Diada del País Valencià.[41]
- 11 d'abril de 1993: assassinat de Guillem Agulló a Montanejos.[42] El seu assassí, Pedro Cuevas, seria condemnat a 16 anys de presó, dels quals sols en compliria quatre.
- 27 de maig de 1993: mor cremat viu un indigent de 64 anys dins d'un cotxe abandonat a la ciutat de València. El cotxe va ser incendiat per tres neonazis.[43]
- 4 de desembre de 1993: assassinat de Davide Ribalta a València, assenyalat públicament per rebutjar l'homicidi de Guillem Agulló, fou apunyalat durant una baralla amb joves ultradretans europeus.[44]
- Gener de 1994: cinc joves ultradretans, vinculats a Acción Radical, apallissen dos joves a la plaça de Cánovas de València.[45][46]
- 25 de març de 1994: militants del GAV i d'Unió Valenciana ataquen la seu de la Societat Coral el Micalet, trencant els vidres de la façana principal,[32] mentre s'hi feia una conferència on participava el secretari general d'ERC Àngel Colom. Una militant d'Unió Valenciana, María Cristina Fornés Cuevas,[47] va ser condemnada a cinc dies d'arrest menor i a pagar una multa de 20.500 pessetes.[48][49]
- Febrer de 1996: tres militants de la UPV-Bloc Nacionalista són víctimes d'amenaces i lesions per part de membres del GAV durant la campanya electoral de les eleccions generals espanyoles de 1996. El president de l'organització anticatalanista, Manolo Latorre, va ser condemnat pels fets.[41]
- 9 d'octubre de 1997: Pere Palés, militant nacionalista de les Joventuts d'Unió Valenciana, és espentat, amenaçat de mort i insultat pel president del GAV, Juan García Sentandreu, durant la processó cívica de la Diada del 9 d'octubre. Sentandreu seria condemnat per l'audiència de València a pagar dues multes de 70.000 pessetes cadascuna per dues faltes de vexacions i maltractaments, respectivament.[50]
- 13 de juliol de 1998: membres del GAV, liderats per Juan García Sentandreu,[37] organitzen una concentració davant la seu del Consell Valencià de Cultura per protestar pel seu dictamen sobre la llengua. Es van llançar ous i tomates[5][37] i els membres del Consell van haver d'eixir sota protecció policial.[37] Durant els actes, el mateix Sentandreu va atacar un vehicle de TV3.[51]

## Dècada del 2000
- 3 de març del 2000: incendien les seus del PSPV-PSOE de Manises, Esquerra Unida del País Valencià de Xirivella i del Partit Popular d'Alboraia. A l'interior de les seus incendiades, s'hi troben pamflets de la "Hermandad Nacionalsocialista del Armagedón";[52] 13 persones d'ideologia neonazi van ser detingudes per la policia.[53][54] El grup "Armagedón" seria hereu d'Acción Radical, organització nazi fundada per Manuel Canduela.[45] Finalment, s'acusaria d'aquesta acció a 18 joves que serien absolts el 2005 en no poder-se demostrar que formaren part de l'organització "Armagedón".[55]
- 11 d'octubre de 2001: al barri de Russafa un immigrant tunisià de 25 anys mor a mans de 4 joves que li van propinar navallades i pedrades.[43]
- 26 de juny de 2001: una trentena de radicals blavers increpen Xavier Casp en el moment en què renunciava al deganat de la RACV. Aquesta concentració, que va fer que Casp, de 84 anys, haguera d'abandonar el lloc amb escorta policial, es va donar com a mostra de rebuig per part del secessionisme radical del fet que Casp haguera acceptat ser membre de l'Acadèmia Valenciana de la Llengua.[56]
- Setembre de 2001: cremen la porta de la seu de l'Institut d'Estudis Catalans de Castelló de la Plana.[32]
- 17 de novembre de 2001: tres neonazis agredeixen el propietari d'un bar, d'origen africà, i una parella que es trobava a la seua terrassa. Posteriorment, el mateix grup assassinaria d'una ganivetada un ciutadà txec que es dedicava a tocar música a la plaça de Sant Cristòfol d'Alacant.[43]
- 12 d'abril del 2002: incendiada la seu d'Endavant a València.[45][57]
- Juny de 2002: militants del GAV, Unió Valenciana i altres organitzacions menors, intenten boicotejar i rebentar un acte de presentació de l'Institut d'Estudis Catalans a la Biblioteca Municipal de Sueca.[32][58]
- 6 de febrer de 2003: apareix morta per asfíxia una treballadora de l'Ajuntament de València. Va ser trobada al seu domicili nua de cintura cap avall i es va trobar al domicili una creu gammada dibuixada amb dentífric.[43]
- 2 de maig de 2003: atac del GAV a la façana de la Biblioteca Municipal de Sueca i el monòlit de Joan Fuster en aquesta localitat, amb pintades insultants i amenaçants.[58]
- 14 de maig de 2003: durant un homenatge a la figura del poeta Vicent Andrés i Estellés organitzat per l'Ajuntament de València i l'Acadèmia Valenciana de la Llengua diversos ultradretans irrompen al saló de plens proferint insults i amences contra els assistents, arribant a agredir-ne algun.[59]
- Octubre de 2003: membres del GAV es desplacen a Fraga (Baix Cinca) per atacar el Casal Jaume I de la població.[37] El dia 25 d'octubre, s'hi havia realitzat una manifestació a Saragossa contra els Països Catalans, convocada pel GAV i altres organitzacions anticatalanistes.[5]
- 29 de desembre de 2003: tres membres de les joventuts del GAV: José Luis Conejero Asunción, Amalia Lidia Bonheme Sanz i el llavors president Alejandro Esteve Caballero, forcen la porta del Casal Jaume I de Russafa, propietat d'ACPV, causant danys dins el local, furtant material de valor econòmic i apropiant-se de documents amb informació dels socis de l'associació.[60] En gener de 2006, els tres assaltants van ser condemnats[61] per aquests fets per un delicte de robatori amb força i una falta de danys, amb l'agreujament per motius de discriminació ideològica, però l'atenuant de reparació dels danys.[62]
- 28 de febrer de 2004: un centenar de membres del Grup d'Acció Valencianista, España 2000, Democracia Nacional i de la Plataforma Constitucional y Autonomista es concentren davant del palau de Congressos de València durant un míting d'ERPV, a què va assistir Josep-Lluís Carod-Rovira i van insultar[63] i atacar els assistents amb boles de pintura acrílica de color blau.[64] Periodistes també van rebre l'impacte dels ous de pintura.[65]
- 11 d'abril de 2005: quatre menors, d'entre 16 i 17 anys, són detinguts acusats de l'assassinat d'un home marroquí de trenta anys a Sagunt.[43]
- 6 de maig de 2005: a Vinaròs, un jove és agredit per part d'un grup de gent relacionada amb la ultradreta.[66][67]
- 17 de maig de 2005: a Vinaròs, un jove d'origen africà rep una punyalada al fetge per part d'un cap rapat.[68]
- 22 de maig de 2005: mig centenar d'ultres de la Penya Yomus intimiden i acorralen els jugadors del València CF a la porta de l'estadi Ciutat de València durant més de vint minuts. Els fets ocorregueren després d'un derbi a l'estadi del Llevant UE, on els radicals van exhibir simbologia feixista a les grades, cantaren el Cara al sol, i feren apologia de l'assassinat de Guillem Agulló.[69][70]
- 2 de desembre de 2005: pintades contra les seus del Bloc Nacionalista Valencià a Torrent i Alaquàs, on també dibuixen un punt de mira.[71] Una entitat bancària catalana de Torrent també va ser atacada, amb pintades que animaven al boicot als productes catalans.[37]
- 10 de desembre de 2005: un aficionat de l'Athletic Club de Bilbao és hospitalitzat per ferides lleus després que ell i altres seguidors bilbaïns foren atacats per membres d'Ultras Yomus.[72]
- 20 de gener de 2006: un grup d'adolescents ataca la llibreria Tres i Quatre.[5] Eren tres encaputxats que tombaren prestatgeries, trencaren l'aparador i provocaren ferides lleus a alguns dels presents amb els vidres trencats.[37] Els fets es produïren el mateix dia que el judici contra tres membres del GAV per l'assalt a un Casal Jaume I quedava vist per a sentència.[73]
- 28 d'abril de 2006: militants blavers boicotegen una conferència sobre el Tirant lo Blanc a Sollana. Un grup de joves va insultar al ponent, l'escriptor Vicent Josep Escartí i a l'alcalde de Sollana Joan Benito. Posteriorment, alguns dels joves es van abaixar els pantalons i van ensenyar les galtes del cul i uns altres van desplegar pancartes i van mostrar senyeres, van llançar ous contra els conferenciants i van utilitzar botzines per a impedir la realització de l'acte. Finalment, van fugir causant danys materials. Junt amb els agressors, es va poder identificar els dirigents de Coalició Valenciana de la veïna localitat de Benifaió.[74] Per la seua banda, Juan García Sentandreu va negar la participació de Coalició Valenciana en els fets.[75]

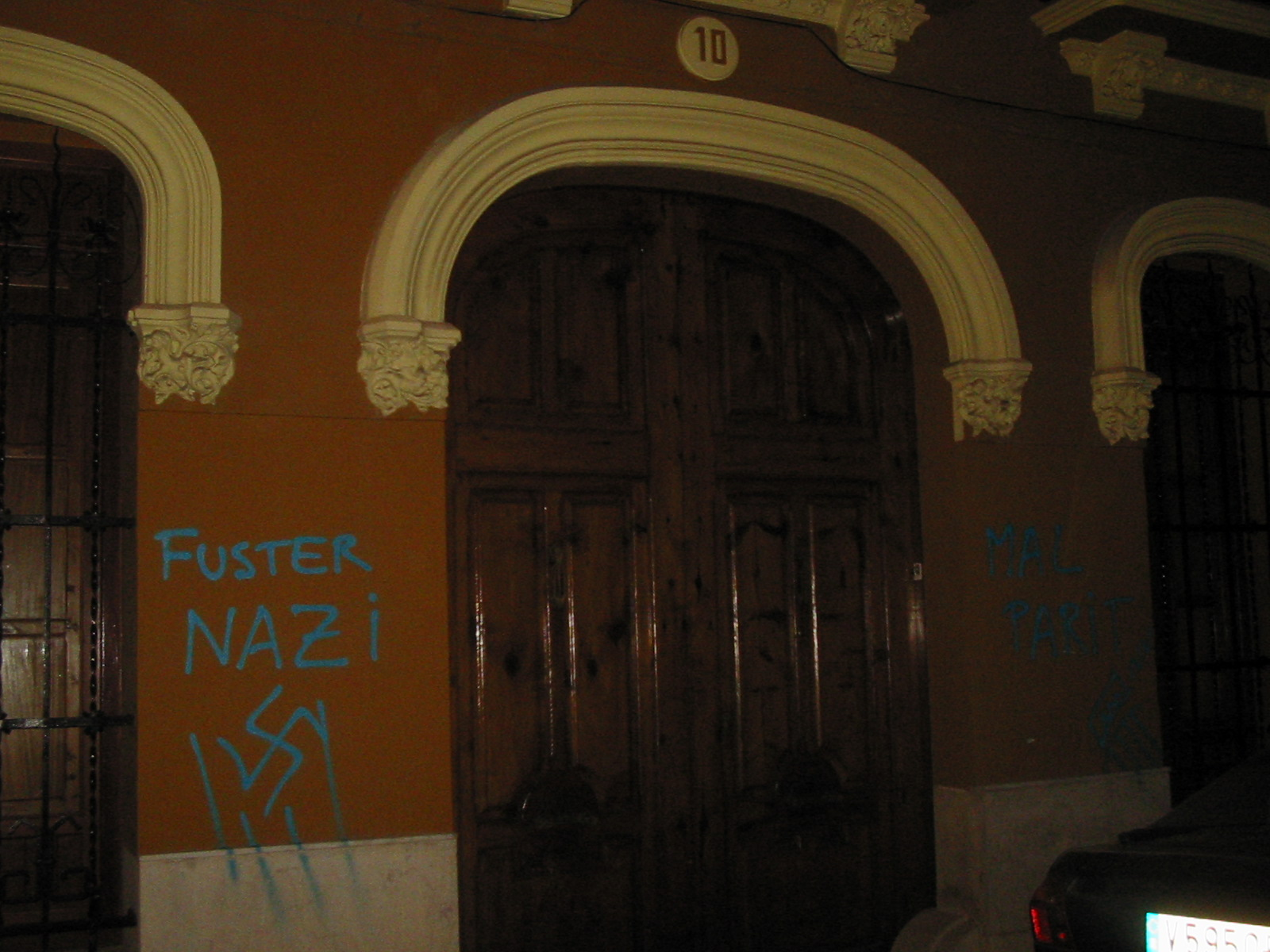
Pintades en la casa i el monument en honor de Joan Fuster a Sueca el 2006

- 24 de maig de 2006: un grup d'unes 100 persones, afins a Coalició Valenciana i el GAV, es concentren al vestíbul de la Facultat de Dret de la Universitat de València liderats per Juan García Sentandreu. Quan el rector de la Facultat de Dret, Carlos Alfonso, va demanar-los que abandonaren l'edifici, va ser insultat i van tractar d'agredir-lo.[37][76]
- 31 d'agost de 2006: ataquen la casa natal de Joan Fuster i el monument en el seu honor a Sueca (Ribera Baixa) amb pintura i pintades titllant l'intel·lectual de «nazi traïdor» i «malparit».[77]
- 13 de setembre de 2006: nou assalt a la llibreria Tres i Quatre de València, esta vegada amb un grup més nombrós que actuà a cara descoberta.[78]
- 26 de setembre de 2006: agressió al portaveu del BLOC de Mislata.[79] A la comissaria de la policia nacional no és atès en tractar de posar la denúncia en valencià.[5]
- 8 d'octubre de 2006: en una festa a l'Albereda de València un grup de dotze neonazis deixa catorze ferits, dos d'ells per ganivetades i un altre amb un braç trencat. La policia deté els agressors i els intervé eines, armes blanques i fulls volants antisemites i xenòfobs.[80]
- 12 d'octubre de 2006: incidents a la manifestació convocada per España 2000 amb motiu del Dia de la Hispanitat. Durant la marxa es criden consignes racistes, s'increpa diversos ciutadans negres i s'exhibeixen símbols nazis.[81]
- 18 de desembre de 2006: una trentena de membres del GAV boicotegen l'acte de lliurament dels premis Ciutat de València insultant la presidenta de l'Acadèmia Valenciana de la Llengua, Ascensió Figueres.[82]
- 4 de febrer de 2007: incendi parcial a la seu del Bloc Nacionalista Valencià a Gandia.[5]
- 8 de febrer de 2007: dos desconeguts ataquen el Casal Jaume I d'Elx. Els agressors van insultar la gent que es trobava al local i van fer apologia del franquisme.[83]
- 10 de març de 2007: un centenar d'ultradretans, amb pancartes de Democracia Nacional i España 2000 i entre els quals hi havia militants de Coalició Valenciana, amenacen i increpen els assistents al míting central d'ERPV al palau de Congressos de València, que inclogué l'assistència de Josep-Lluís Carod-Rovira. Com ja ocorreguera el 2004, van llançar ous i pintura blava als assistents. Un dels agressors va ser detingut.[84]
- 21 d'abril de 2007: tres joves amb estètica nazi agredeixen un home senegalés a Gandia.[85]
- 29 d'abril de 2007: atac del GAV a la casa de Joan Fuster i el monòlit dedicat a aquest a Sueca, amb pintades insultants i amenaçants amb simbologia nazi.[86]
- 1 de maig de 2007: al barri del Carme (València) cinc persones amb estètica neonazi agredeixen diversos joves, dos dels quals van haver de ser atesos per les ferides causades. La policia deté els cinc agressors i tres resultaren ser menors d'edats.[87]
- 6 de maig de 2007: una dotzena de persones és agredida per grups d'extrema dreta a la ciutat de València, on van ocórrer tres agressions diferents en una sola nit. Un membre del Consell Nacional del BLOC Jove i el seu acompanyant varen ser agredits per cinc persones a l'aparcament del Campus de Tarongers, quan eixien d'un concert organitzat per ACPV. A la Ciutat de la Justícia no se'ls va permetre posar la denúncia en valencià. A la plaça del Cedre, una vintena de nazis van destrossar un local de música rock, i agrediren a menors d'edat. Cap de les víctimes havia acudit al concert d'ACPV. Per acabar, a Benimaclet, cinc persones vingudes des de Tarragona per assistir al concert -una d'elles, militant de les JERC- són agredides per un grup de skin-heads. Un dels joves agredits va haver de rebre 5 punts de sutura al cap. En denunciar-ho, la policia els va exigir que parlaren castellà.[88]
- 28 de juliol de 2007: agredeixen tres dels membres del Col·lectiu Lambda en la celebració del Dia de l'orgull Gai a Gandia. El dia 6 del mateix mes, un altre grup de persones va ser víctima d'insults homòfobs a la mateixa localitat.[89]
- 1 de setembre de 2007: assalt a la seu de Ca Revolta.[5] Es realitzen pintades a la façana i es trenca un vidre.[37][90]
- 26 de setembre de 2007: apallissat Santi Rosado,[90][91] portaveu del BLOC a Mislata per uns joves d'extrema dreta que atacaren amb pedres un local cultural de la localitat.[92]
- 1 d'octubre de 2007: agressions en l'aniversari de l'IEC a la Universitat de València.[90]
- 5 d'octubre de 2007: agressions als participants al Correllengua de Gandia.[90]
- 9 d'octubre de 2007: artefacte explosiu a la seu del BLOC de la ciutat de València.[5][93][94]
- 24 d'octubre de 2007: un porter d'un equip juvenil de futbol, d'origen colombià, és víctima d'una agressió xenòfoba a València.[43]
- 14 de novembre de 2007: un home sirià nacionalitzat libanès acaba ingressat al Clínic de València després de rebre dues punyalades al tòrax mentre era insultat amb proclames racistes.[95]
- 29 de novembre de 2007: atemptat amb un artefacte de metralla contra la seu d'ERPV a València.[2][90][96]
- 1 de desembre de 2007: membres del GAV reparteixen pamflets als voltants de l'Institut d'Ensenyament Secundari La Garrigosa de Meliana, en els quals consten fotografies i dades personals de professors de l'institut (com la seua adreça personal), als quals s'acusa de "catalanistes". En aquests pamflets, s'anima als veïns a "plantar-los cara".[97][98]
- 7 de desembre de 2007: agredeixen, després de tendir una emboscada, una activista del CSA la Quimera, de Mislata.[43][99] L'acció es va produir dos mesos després d'un atac a la seu de la mateixa associació, on el portaveu del BLOC a la localitat i membre també de l'associació cultural va ser apallissat. La jove va quedar inconscient i va haver de ser hospitalitzada.[100]
- 11 de desembre de 2007: 52 membres d'Ultra Yomus causen aldarulls pels voltants de l'estadi Reyno de Navarra amb motiu d'un partit que el València CF havia de disputar contra l'CA Osasuna. 8 "ultres" van ser castigats amb multes de 26.000 €.[101] Els ultres actuaren amb la col·laboració d'aficionats radicals del CD Logroñés, i van causar destrosses en un bar.[102]
- 14 de desembre de 2007: atac en la presentació del llibre d'Èric Bertran a Sueca, per part del GAV.[103][104]
- 3 de gener del 2008: atac amb salfumant a la seu d'ACPV de Catarroja, dirigida contra un grup d'ecologistes locals que allà es reunien.[105] Dies abans, apareixen pintades contra una caseta que un grup de ciutadans havia muntat per protestar per una actuació urbanística, caseta que un desconegut destruiria poc després.[37] L'Informe RAXEN vincula el Grup d'Acció Valencianista amb els fets.[106]
- 20 de gener de 2008: atac a la seu del BLOC a Benicàssim.[5]
- 21 de gener de 2008: atac al Casal Jaume I de Monòver.[5] És la sisena volta que el local és atacat.[106]
- 21 de gener de 2008: membres del Grup d'Acció Valencianista ataquen el Centre Social Terra de Benimaclet.[106]
- 26 de gener de 2008: tres diputats d'ERC al Congrés dels diputats són retinguts durant tres hores al local de València on estaven fent la presentació d'un llibre. Una cinquantena d'ultradretans en serien els responsables, que haurien llançat botelles de vidre contra la façana de l'edifici mentre proferien insults i amenaces.[107][108] Unes 24 persones, vinculades al Grup d'Acció Valencianista, van ser condemnades a pagar una multa de 3.000 € cadascuna.[61]
- 26 de gener de 2008: un grup d'entre 4 i 10 skinheads neonazis organitza una ràtzia atacant indiscriminadament diverses persones en diverses zones d'oci de València ciutat i rodalia. Una jove va rebre contusions en un assalt al barri de l'Amistat, dos joves van ser agredits a Benimaclet, i un xic va estar dos dies a l'hospital després de rebre una pallissa a Meliana.[106]
- 27 de gener de 2008: un jove de 30 anys rep una punyalada a la plaça del Cedre de València per part d'un grup de skinheads de la penya del València CF Ultra Yomus, d'ideologia ultradretana.[109][110][111]
- 9 de febrer de 2008: agredeixen un jove vinculat a col·lectius antiracistes a Castelló de la Plana. Els agressors van dibuixar-li una esvàstica a la galta amb un objecte tallant.[43][106][112]
- 10 de febrer de 2008: la policia local de Castelló de la Plana identifica un grup de menors que va agredir un ciutadà de nacionalitat xinesa.[106]
- 26 de febrer de 2008: 14 neonazis menors d'edat assalten el Casal Popular de Castelló de la Plana i fereixen un jove amb una arma blanca.[43][113]
- 29 de febrer de 2008: se suspèn un acte d'Esquerra Republicana a Silla pels atacs de mig centenar de persones vinculades a España 2000.[106]
- 4 de març de 2008: atac a la seu d'EUPV a Gandia.[43]
- 22 de maig de 2008: atac a la seu del PCPV a València.[114]
- 26 de setembre de 2008: un grup d'ultres, convocats per la Secció de Gandia del GAV,[115][116] fan una manifestació il·legal al pas de la flama del Correllengua per Gandia. En el transcurs dels fets, Maité Peiró, regidora del Bloc Nacionalista Valencià a L'Alqueria de la Comtessa rep una pedrada al cap,[37] provocant-li una ferida que va requerir 12 punts de sutura.[117] 18 dels avalotadors van ser identificats,[61] i van rebre una multa de 301 euros per "manifestació il·legal" i per "insultar i increpar a policies i assistents", malgrat que l'agressor de Maite Peiró no va poder ser identificat.[118][119]
- 9 d'octubre de 2008: agressió de tres joves que es dirigien a la manifestació de la vesprada.[119]
- 10 d'octubre de 2008: pintades amb simbologia nazi a la seu d'Intersindical Valenciana a la ciutat de València.[5] L'atac es produeix un dia després en què, durant la processó cívica del 9 d'octubre, membres d'Esquerra Republicana del País Valencià desplegaren una enorme bandera estelada des de la seu del sindicat;[120] no tenien permís per realitzar l'acte i posteriorment el condemnaren.[119][121]
- 12 d'octubre de 2008: atac a la seu del Bloc Jaume I de Cullera i la del Bloc Nacionalista Valencià a la ciutat de València.[119]
- 13 d'octubre de 2008: atac a les seus del BLOC a Gandia i la ciutat de València.[119][122] En el primer cas, apareixen pintades en una de les façanes de la seu local i comarcal; en el cas del cap i casal, té lloc el llançament d'una pedra de grans dimensions contra la façana de la seu, provocant el trencament dels vidres.[119]
- 26 d'octubre de 2008: segon atac a la seu d'Intersindical Valenciana en un mateix mes.[123]
- 24 de gener de 2009: la policia escorta fins a l'estació de tren de Vila-real una trentena de membres d'Ultras Yomus que s'havien desplaçat a La Plana per atacar aficionats del CA Osasuna, que jugava un partit de lliga al Madrigal. Finalment, no hi hagué més incidents que insults aïllats.[102]
- 25 d'abril de 2009: atac a Gandia contra la Casa de la Diversitat, seu del col·lectiu local de gais, lesbianes, transsexuals i bisexuals. També pateix atacs la seu local del BLOC, incloent-hi la pintada amenaçant "La ceja fué un aviso", en referència a l'agressió patida per una regidora del partit en setembre de l'any anterior.[124]
- 9 d'octubre de 2009: De matinada, un dels administradors del web valencianisme.com i una persona que li acompanyava són atacats per 10 persones amb la cara tapada, insultant-los i amenaçant-los de mort. L'administrador del web va ser llençat a terra i colpejat amb el puny i el peu, que li causaren contusions al cap i el cos.[125][126]
- 9 d'octubre de 2009: al matí, a la processó cívica de la Diada del País Valencià, una cinquantena de militants d'ultradreta van perseguir, amenaçar i intimidar la comitiva del Bloc Nacionalista Valencià, fins a expulsar-los de la marxa.[5][127]
- 16 d'octubre de 2009: després que el BLOC anunciara accions parlamentàries per tal de condemnar els fets violents que ocorregueren al voltant del 9 d'octubre, el delegat de govern a València Ricardo Peralta, del PSOE, va assegurar que els fets violents formaven part "d'una determinada normalitat democràtica".[128][129][130][131]
- 4 de desembre de 2009: atac contra la seu d'EUPV a Mislata. Apareixen pintades amb el missatge "Atenció Panca: Zona Blava" i "No mos fareu catalans", signades per Coalició Valenciana.[91] Esquerra Unida va presentar una denúncia contra Víctor Saiz, president de les Joventuts de Coalició Valenciana i membre del col·lectiu de Mislata, si bé des de CVa van negar cap relació amb els fets.[132]
- 12 de desembre de 2009: apareixen pintades amenaçants i amb simbologia nazi a la seu del BLOC de Gandia. El Casal Jaume I de la localitat pateix un atac similar.[91]
- 12 de desembre de 2009: una vintena de neonazis atempten contra un videofòrum on es projectava un documental sobre la repressió franquista a Asp. L'acte estava organitzat pel col·lectiu Asonada Popular i incloïa la presència de la presidenta del Fòrum per la Memòria del País Valencià.[91][133]

## Dècada del 2010
- 19 de març del 2010: un artefacte explota en una casa amenaçada per un pla urbanístic a València. L'atac s'atribueix al GAV.[134]
- 27 de març del 2010: atac amb còctels molotov a la mesquita de Gandia.[135]
- 9 d'abril del 2010: atac amb còctels molotov a la seu del Casal Jaume I d'Oliva.[136]
- 24 d'abril del 2010: a la fi del concert organitzat per ACPV amb motiu del 25 d'abril, una família és atacada al Mestalla i una parella de joves també és atacada a Benimaclet.[137][138]
- 26 de maig del 2010: atac a la llibreria de la Universitat de València per part d'elements d'extrema dreta,[139] consistent en el llançament de pedres contra l'aparador i l'aparició de pintades amenaçadores. Prèviament, s'havien patit atacs similars el 31 d'octubre de 2008,[140] el setembre de 2006[140] i al desembre de 2003, pocs dies abans que s'inaugurara la llibreria.[140][141] A l'aparador trencat s'hi publicitaven llibres de l'Institut d'Estudis Catalans.[142]
- 29 de maig del 2010: atac a la seu del Partit Comunista del País Valencià de la ciutat de València.[138]
- 30 de maig del 2010: atac a la Societat Coral El Micalet de València.[138][143]
- 19 de setembre de 2010: 65 membres d'Ultras Yomus i 5 de Jove Elx són interceptats en una reunió en la qual planejaven barallar-se amb aficionats de l'Hèrcules CF, amb motiu d'un partit en què els alacantins havien de rebre el València CF en el Rico Pérez.[144] La policia va requisar cinturons amb emblemes nazis, una navalla i diverses bengales.[145]
- 9 d'octubre del 2010: cinc dels organitzadors de la manifestació nacionalista del 9 d'octubre són agredits mentre descarregaven material per al parlament final de la marxa. El 21 d'octubre set persones (dues d'elles menors d'edat) foren detingudes per aquestes agressions.[146]
- 22 de novembre del 2010: tres dies després que a Benimaclet se celebrara una manifestació d'ultradreta, José Luis Roberto, president d'España 2000, junt amb altres 15 persones entren al bar Terra del barri de Benimaclet per tal d'intimidar els clients i treballadors, arribant a amenaçar de mort un d'aquests per negar-se a servir-los unes cerveses.[147] Van ser desallotjats del local per la policia.[148][149]
- 24 de novembre del 2010: després que entitats i comerços de Benimaclet emeteren un comunicat denunciant l'assetjament a certs comerços i col·lectius del barri per part de col·lectius d'ultradreta,[149][150] i on s'exigia "una reunió amb els responsables de la Delegació del govern al País Valencià per cercar mesures i solucions a esta situació de provocacions, agressions i atacs", el delegat de govern a València, Ricardo Peralta, va declarar, en una línia semblant a la de les declaracions d'octubre del 2009, que aquests fets: "Si respecten la legalitat, formen part de la riquesa democràtica", mentre afegia que tenia constància que al barri "va tenir lloc una manifestació d'ultradreta que es va desenvolupar amb absoluta normalitat"; malgrat que en assabentar-se de la manifestació, comerciants del barri van reaccionar tancant els seus establiments durant la jornada laboral.[149][151]
- 8 de desembre del 2010: incendi frustrat a la seu del PSPV-PSOE al barri de L'Olivereta de la ciutat de València.[152]
- 10 de desembre del 2010: dies després que un professor de filologia catalana fera una conferència a Lo Rat Penat, la seu d'aquesta organització apareix amb pintades insultants.[153] Després que el president de Lo Rat Penat, Enric Esteve, desqualificara públicament els sectors més radicals del secessionisme lingüístic valencià,[154][155] els presidents dels partits polítics Coalición Valenciana i Unió Valenciana el van insultar[156] i van demanar la seua dimissió al capdavant de l'entitat cultural.[157]
- 25 de desembre del 2010: ataquen la seu de la Coalició Compromís al carrer del Comte de Trénor de la ciutat de València.[158]
- 23 de gener de 2011: intent d'agressió a Joan Laporta a València, durant la presentació de Solidaritat Catalana per la Independència al País Valencià. Sobre cinc persones, capitanejades pel líder de Coalició Valenciana, Juan García Sentandreu, van accedir a l'hotel on es produïa l'acte per tal d'insultar i agredir els assistents. Durant els fets, es va soltar una substància picant que va fer esternudar els assistents.[159]
- 19 de març de 2011: atacs contra la seu d'Units per València a Almàssera. Pintades on se'ls acusa de catalanistes.[160]
- 21 de maig de 2011: ataquen la seu de Compromís per València. L'autor de l'atac és el president de les joventuts de Coalició Valenciana.[161]
- 31 de maig de 2011: dos joves d'extrema dreta ataquen un home de 35 anys al carrer de Misser Mascó, a València.[162]
- 4 de juliol de 2011: Es lliura a la policia el cinqué dels acusats d'intent d'assassinat per una baralla a la plaça del Cedre de València el 2008. L'acusat era un neonazi membre de la penya Yomus amb antecedents policials per agressions.[163]
- 5 de juliol de 2011: una trentena d'activistes ultradretans fa acte de presència en el saló d'actes de la FNAC de València per tal d'impedir violentament[164] (llançant cadires, llibres i bombetes de fum als assistents)[165] la presentació del llibre Noves glòries a Espanya, del sociòleg Vicent Flor.[166][167] Els ultres, afins a les organitzacions España 2000 i GAV, van haver de ser desallotjats per la policia.[168] Entre els agressors es trobaven José Luis Roberto, president d'España 2000 i Juan García Sentandreu, líder de Coalició Valenciana, que va ser emmanillat i detingut.[169][170]En agost de 2012, els monuments a Salvador Allende i Olof Palme de la ciutat de València van ser vandalitzats amb pintades nazis

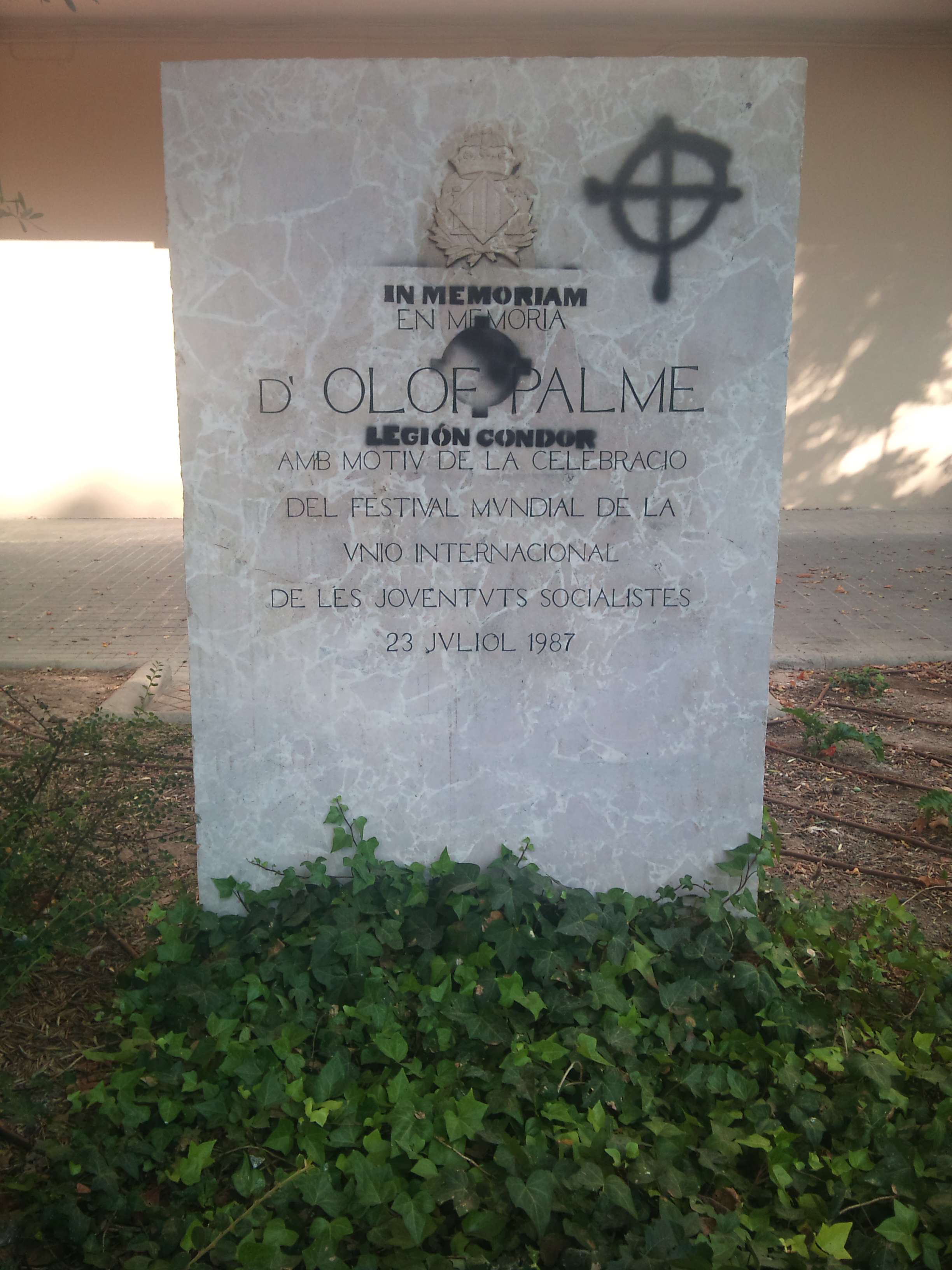
En agost de 2012, els monuments a Salvador Allende i Olof Palme de la ciutat de València van ser vandalitzats amb pintades nazis

- 20 de setembre de 2011: ataquen el vehicle i pinten símbols nazis a la casa d'un regidor del partit local Iniciativa Veïnal Independent de Nàquera (IVIN), a Nàquera (Camp de Túria).[171][172]
- 22 de setembre de 2011: atac blaver a una botiga a l'avinguda Blasco Ibáñez de València per tindre la retolació en valencià. Llancen pintura blava i amenacen amb dianes a la façana.[173]
- 5 d'octubre de 2011: quart atac a la seu de Coalició Compromís a València en menys d'un any.[174]
- 12 de novembre de 2011: pintades amb simbologia nazi a la seu d'EUPV a Alzira.[175]
- 27 de novembre de 2011: atac a la seu local del PSPV-PSOE de la Pobla de Vallbona (Camp de Túria) per part d'un grup nazi.[176]
- 22 de febrer de 2012: la direcció de l'IES Lluís Vives de València, on es van originar les protestes estudiantils conegudes com a Primavera valenciana, denuncia amenaces telefòniques realitzades per España 2000.[177] En les dues telefonades els amenaçadors van dir que "anirien grups i que acabarien amb el treball que no havia fet la policia nacional, i que si calia apallissar, doncs apallissarien".[178]
- 27 de febrer de 2012: atac amb pintades amb simbologia nazi, com l'emblema de les Waffen SS, les forces de xoc del règim de Hitler, a la seu del Bloc Nacionalista Valencià a Burjassot.[179]
- 7 de març de 2012: Juan Ballesteros, secretari general de l'agrupació socialista d'Extramurs, és agredit i insultat per quatre joves d'extrema dreta a la porta de la seu del PSPV-PSOE del districte d'Extramurs, a València.[180]
- 25 de març de 2012: atac amb pintades de simbologia nazi a la seu d'Esquerra Unida del País Valencià a Burjassot.[181]
- 9 de maig de 2012: judici a la Ciutat de la Justícia de València on s'acusa Víctor Saiz Castelló, líder de les joventuts de Coalició Valenciana, de l'atac contra la seu de Compromís per València de maig de 2011. L'acusat, que no es va presentar, va ser identificat per una càmera de seguretat.[161]
- 20 de juny de 2012: membres del GAV i d'España 2000 es concentren davant l'Octubre Centre de Cultura Contemporània per increpar els assistents a una conferència de l'Assemblea Nacional Catalana. Un home és agredit en voler defensar una dona, que es dirigia a una manifestació convocada pel PCPE i a qui membres del GAV increpaven per portar una bandera de la Segona República Espanyola.[182]
- 28 d'agost de 2012: el monument a Salvador Allende, situat a la plaça homònima de València, és vandalitzat amb pintades amb simbologia nazi i enaltint la legió Còndor.[183] El monument a Olof Palme també va patir els mateixos atacs.
- 9 d'octubre de 2012: insults i intents d'agressió a un jove que portava una estelada en els actes del 9 d'octubre a Xàtiva.[184]
- 5 de gener de 2013: atac contra la seu d'EUPV d'Alacant. L'endemà rebria un segon atac.[185]
- 2 de febrer de 2013: atac contra el Casal Popular Tio Cuc d'Alacant entre la matinada del dia 1 i 2 de febrer.[185][186]
- 16 de febrer de 2013: el jutjat d'instrucció de Paterna ordena l'encausament de 9 persones per injúries i amenaces en la xarxa social Facebook a l'alcalde de Burjassot, Jordi Sebastià, del BLOC-Compromís.[187] A més d'insults i amenaces, apareixia informació sobre els moviments de l'alcalde pel poble, fotografies del cotxe familiar o d'ell mateix. Entre els detinguts, hi havia militants del Partit Popular i del desaparegut partit Coalición Valenciana.[187]
- 24 de febrer de 2013: agressió a un jove que portava una estelada en la crida de les Falles a la ciutat de València.[188]
- 10 d'abril de 2013: la policia investiga una sèrie d'emails amenaçants que en març d'eix mateix any van rebre els diputats de Compromís Enric Morera, Mònica Oltra i Josep Maria Panyella, on el Batallón Anti Fascistas Por Una Limpieza d'España els amenaçava de mort. El responsable de Compromís a Alfafar, Joan Sorribes, també va rebre emails amenaçants, que incloïen un fotomuntatge on se simulava un tret de bala al seu cap.[189]
- 11 d'abril de 2013: el president de NNGG del Partit Popular a Burjassot, José Manuel Molins, fa burla de Guillem Agulló i les causes de la seua mort en el XX aniversari del seu assassinat.[190]
- 21 d'abril de 2013: amb motiu de les Trobades d'Escoles en Valencià, el GAV vandalitza amb pintura blava el monument al poeta Vicent Andrés Estellés de la localitat d'Alboraia (Horta Nord). L'Ajuntament de la localitat va anunciar que denunciaria els fets.[191][192]
- 5 de maig de 2013: uns aficionats d'Ultra Yomus, del València CF, introdueixen una pancarta amb simbologia nazi al Mestalla, que és retirada pels treballadors del club. La Curva Nord, grada d'animació del club, va decidir expulsar les persones afectades, que també van rebre una sanció de la Comissió Antiviolència.[193]
- 13 de maig de 2013: l'estàtua del poeta Vicent Andrés Estellés de Burjassot (Horta Nord) pateix un atac vandàlic amb pintura blava. És el quart atemptat que pateix en tres anys.[194]

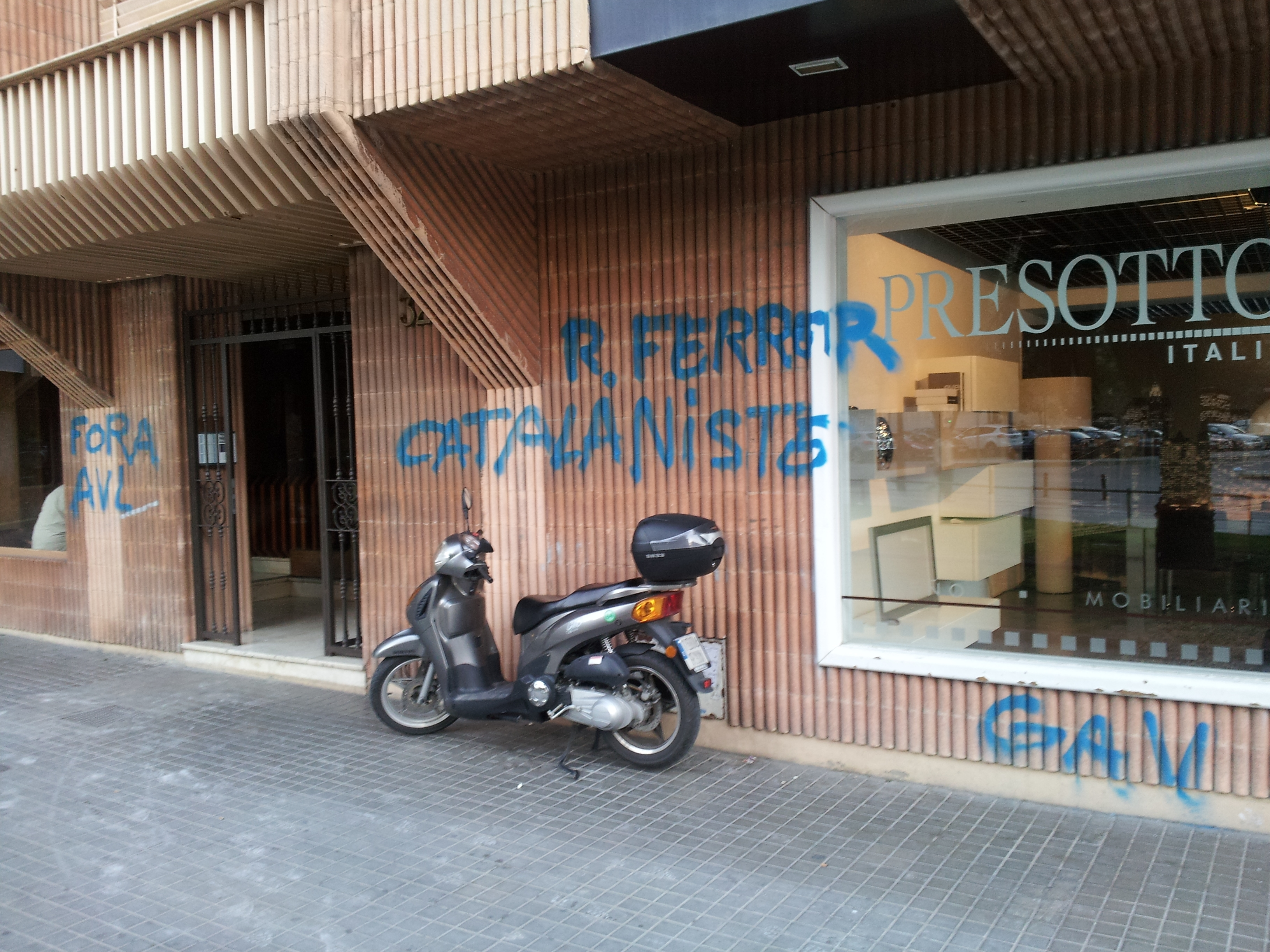
Estat del domicili del president de l'Acadèmia Valenciana de la Llengua, Ramon Ferrer, després de l'atac patit a mans del Grup d'Acció Valencianista la matinada del 23 de maig de 2013

- 14 de maig de 2013: militants del Grup d'Acció Valencianista i d'España 2000 interrompen a Burjassot un acte en homenatge a Vicent Andrés Estellés, insultant l'alcalde la localitat, Jordi Sebastià i el president de l'Acadèmia Valenciana de la Llengua, Ramon Ferrer.[195][196] Almenys una persona fou detinguda,[197] i el president de l'organització, Manolo Latorre, va ser identificat per la policia.[198]
- 17 de maig de 2013: pintades feixistes amb amenaces a la seu del Bloc Nacionalista Valencià a Montcada.[199]
- 21 de maig de 2013: pintades del Grup d'Acció Valencianista a la seu de l'Entitat Cultural Valenciana El Piló de Burjassot.[200]
- 23 de maig de 2013: el mateix dia en què les Corts valencianes condemnen per unanimitat els fets ocorreguts el 14 de maig a Burjassot,[201] el GAV realitza un atac vandàlic contra el domicili del president de l'Acadèmia Valenciana de la Llengua, Ramon Ferrer.[198]
- 31 de maig de 2013: condemnen a tres anys de presó el neonazi valencià reincident Sergio Ochando Blasco per apunyalar un home al crit de "rojo de mierda" el 29 de juny de 2011 al barri del Carme de València.[202] El condemnat havia participat en una agressió contra un antifeixista a la plaça del Cedre de València l'any 2008, a qui van clavar una navalla que quasi posa fi a la seua vida.[203]
- 22 de juny de 2013: atac amb pintades feixistes i nazis a les façanes de l'associació cultural juvenil "La Cosa Nostra" i la seu del sindicat CNT a Castelló de la Plana.[204][205]

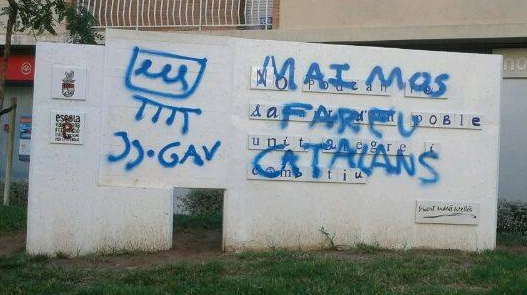
Monument a Estellés d'Alboraia després del segon atac patit en octubre de 2013.

- 20 i 21 de juliol de 2013: durant aquell cap de setmana, Ultras Yomus va celebrar a les localitats de Novetlè i Xàtiva un torneig de futbol sala per celebrar el seu 30 aniversari. Al torneig participaren aficionats radicals de l'Inter de Milà i elSporting de Gijón. Durant el cap de setmana van exhibir símbols feixistes i van cremar bengales marineres, fins i tot a dins d'un restaurant. En els actes, hi participà el responsable d'esport del Partit Popular de Xàtiva.[206]
- 6 de setembre de 2013: Levante-EMV retira un bloc d'un membre del GAV allotjat a la seua web per fomentar el boicot i amenaçar Pep Botifarra, a qui acusen de catalanista.[207]
- 5 d'octubre de 2013: el GAV vandalitza amb pintura blava i grafits insultants el monument a Vicent Andrés Estellés d'Alboraia, per segona vegada en menys de mig any.[208]
- 9 d'octubre de 2013: durant la processó cívica de la Diada Nacional del País Valencià, el síndic de Compromís, Enric Morera, és increpat i agredit per un ultra que li va fer impactar un objecte. Tot i que Morera reconeix l'agressor, la policia l'ignora quan en demana la identificació.[209] Paral·lelament, en un grup format per neonazis es van proferir càntics en homenatge al partit neonazi grec Albada Daurada.[210]
- 9 d'octubre de 2013: durant la celebració del 9 d'octubre a Burjassot (Horta Nord), un grup d'ultres intenta rebentar l'acte institucional proferint insults i amenaces cap a l'alcalde Jordi Sebastià. Així mateix, una de les persones assistents interposa una denúncia per agressió després d'haver estat colpejada per un integrant del grup d'ultradreta.[211][212]
- 27 d'octubre de 2013: membres de Jove Elx, grup d'animació de l'Elx CF emeten crits racistes contra Nyom, jugador del Granada CF en un partit de lliga a l'estadi Martínez Valero.[213]
- 30 d'octubre de 2013: detenen a Torrevella (Baix Segura) un militant de Falange Española que va realitzar un atac informàtic contra webs de mitjans de comunicació d'esquerres.[214] Així mateix, havia enviat diversos correus electrònics a estos mitjans amb amenaces, identificant-se com el Comando Cibernético Fascista del Imperio Español.[215]
- 9 de novembre de 2013: la policia sorprén un grup de skinheads en plena agressió a una menor de 17 anys, al carrer de Polo y Peyrolón de la ciutat de València. Dels sis atacants, la policia local va interceptar i identificar-ne cinc, però entre ells no estava el que havia espentat i propinat un colp de peu al cap a la menor.[216]
- 20 de novembre de 2013: pintades amb simbologia nazi a la seu de Compromís per Picanya i de Ca Bassot de Burjassot (L'Horta).[217]
- 18 de desembre de 2013: vandalitzen el monument en homenatge a les víctimes del bombardeig d'Alacant de 1938 amb pintades de simbologia nazi i feixista.[218]
- 11 de gener de 2014: atac amb pintura i botelles de vidre a la seu de Compromís a Ontinyent (Vall d'Albaida).[219] Els autors embruten amb pintura taronja la façana de l'edifici, la porta d'accés als pisos dels veïns i el carrer.[220]

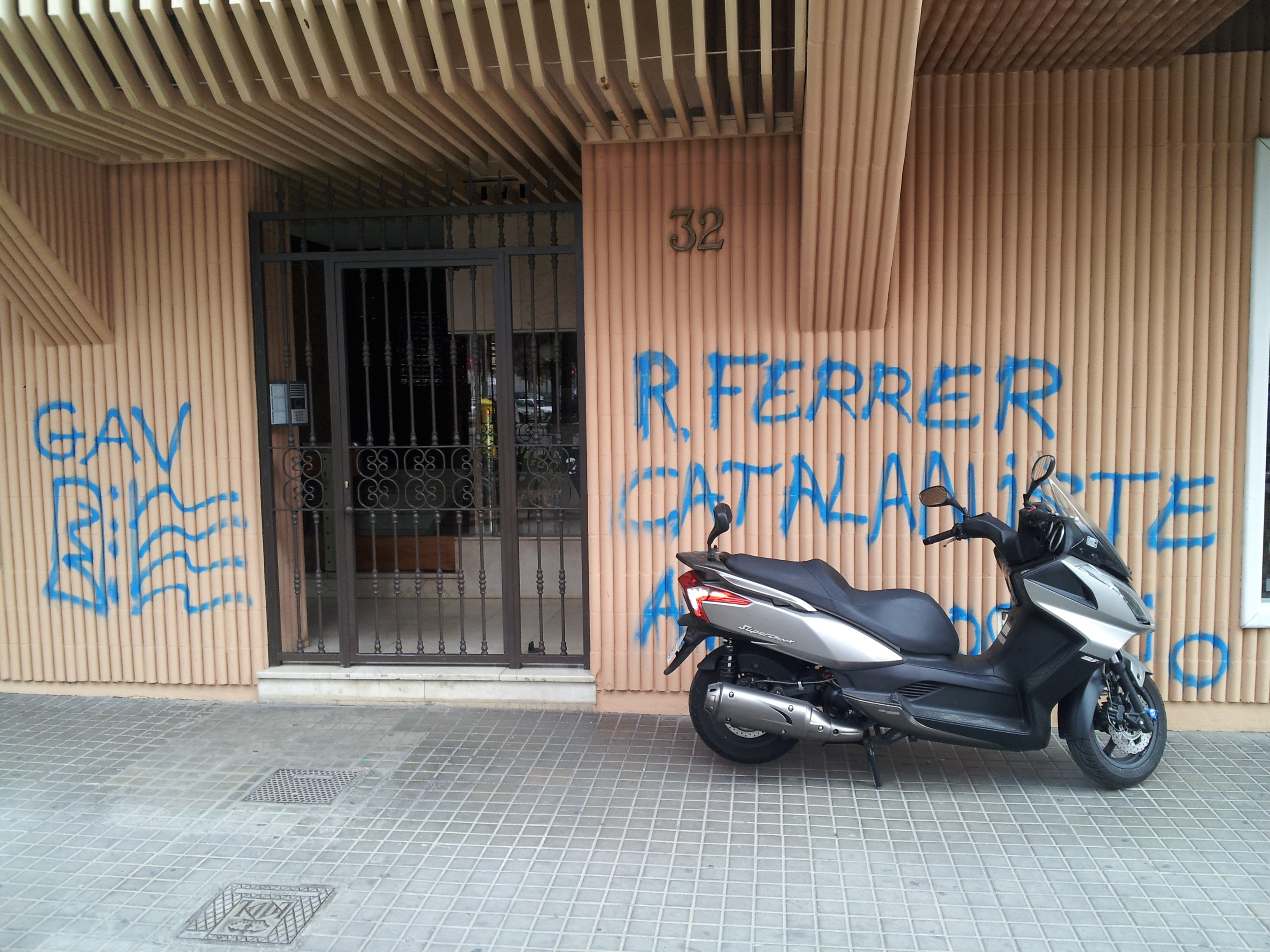
Segon atac del GAV al domicili personal del president de l'Acadèmia Valenciana de la Llengua, Ramon Ferrer

- 11 de gener de 2014: uns desconeguts intenten incendiar el Centre Cultural Islàmic de la Vall d'Uixó pegant-li foc amb gasolina, en el tercer atac a aquest centre en menys d'un any. L'incendi no es propaga a l'interior, però afecta tota la façana. El juny de 2012 aparegueren pintades en la porta del centre en què posava «E2000, moros no», «Viva España», «Viva Franco» i una esvàstica nazi.[221]
- 20 de gener de 2014: atac vandàlic a la seu de Compromís a Xàtiva (la Costera).[222]
- 10 de febrer de 2014: segon atac vandàlic al domicili personal de Ramon Ferrer, president de l'Acadèmia Valenciana de la Llengua. L'atac és signat pel GAV i és rebutjat per tots els partits polítics amb representació a les corts.[223]
- 17 de maig de 2014: sis joves amb edats al voltant dels setze anys són atacats[224] per una dotzena de persones vinculades al Grup d'Acció Valencianista,[225][226] que les van agredir amb cinturons.[227] Dos dels joves van haver de rebre atenció mèdica.[224] Els fets van ocórrer durant les Trobades d'Escoles en Valencià de Benirredrà, acte lúdic i escolar contra el qual el GAV havia convocat una concentració de protesta.[224] En setembre de 2015, dues persones van ser imputades per un presumpte delicte de lesions amb l'agreujant de discriminació ideològica.[227]
- 28 de juny de 2014: agressió a una xica transsexual al centre de la ciutat de València, coincidint amb el Dia de l'Orgull LGBT. La víctima va ser agafada pel braç pel conductor d'un cotxe i arrossegada 20 metres per terra. Després de soltar-la, el conductor pegà a fugir.[228]

- 30 de juny de 2014: atac amb pintades feixistes al monument homenatge als presoners republicans del camp de concentració dels Ametllers a Alacant, un dia després de la seua inauguració.[229]
- 9 d'octubre de 2014: la delegació del govern defensa la presència de grups d'extrema dreta als actes oficials de la Diada del País Valencià per "evitar enfrontaments".[230] Dues xicones van ser víctimes d'agressions per part d'ultradretans aquell mateix dia.[231]
- 16 de novembre de 2014: agressió homòfoba a dos participants de les 26 Trobades Estatals LGTB a Gandia.[232]
- 30 de novembre de 2014: un grup de neonazis agredeix i furta a diversos joves al barri de Benimaclet de València. L'agressió fou comesa per cinc neonazis armats amb navalles, que van furtar les carteres i van agredir dos estudiants.[233][234]
- 11 de gener de 2015: una vintena de neonazis agredeixen dos joves a l'avinguda Manuel Candela de la ciutat de València. Els agressors increparen els joves que passejaven per la zona, agrediren un d'ells al crit de "guarros" i li furtaren, just abans de fugir.[235]
- 17 de gener de 2015: atac al Casal Jaume I d'Elx. Entre set i vuit persones colpegen violentament els vidres i la porta i pengen adhesius del "Grupo Patriota de Alicante".[236]
- 24 de març de 2015: amenaces de mort a un jove activista LGTB de 18 anys a València des dels perfils de Twitter de diversos neonazis.[237]
- 23 de maig de 2015: un grup de feixistes assalten de nit i destrossen "Ca l'Estudiantat", un espai ocupat al Campus de Blasco Ibáñez de la Universitat de València.[238][239]
- 16 de juny de 2015: un grup de nazis agredeixen brutalment dos joves al barri del Grau de València. Les víctimes van ser envoltades per vora una desena de nazis que els va acusar de ser “sharperos y anarquistas”, propinant-los una pallissa.[240]
- 19 de juny de 2015: quatre neonazis tracten d'agredir un jove estudiant a la ciutat de València per portar una samarreta del grup de música Reincidentes.[241]
- 7 d'octubre de 2015: diverses organitzacions d'ultradreta com el GAV amenacen l'alcalde de la ciutat de València, Joan Ribó, de protagonitzar greus incidents contra el nou govern si no se celebren els actes religiosos amb motiu del 9 d'octubre, que l'Ajuntament va suprimir de l'agenda oficial.[242]
- 7 d'octubre de 2015: un grup de feixistes d'Ultra Yomus furta a la Universitat de València dues banderes que estaven penjades, el penó de la conquesta del BEA i una estelada del SEPC, i s'exhibeixen a les xarxes socials cremant-les.[243][244]
- 8 d'octubre de 2015: atac feixista a la seu de Ca Bassot a Burjassot. Els atacants taquen amb pintura els rètols i dibuixen esvàstiques, firmades per Ultra Yomus.[245]
- 9 d'octubre de 2015: membres de Lambda, el col·lectiu de lesbianes, gais, transsexuals i bisexuals de València, que van participar en la processó cívica del Nou d'Octubre, van ser insultats i escopits per part de membres de l'extrema dreta valenciana.[246]
- 15 de novembre de 2015: un grup feixista assalta el Casal Popular de Vila-real armat amb pedres i ampolles de vidre, i agredeix les persones que es trobaven a l'interior.[247]
- 28 de març de 2016: pintades d'ideologia nazi a la façana del Centre Cultural Islàmic de Dénia.[248]
- 3 d'abril de 2016: pintades amb esprai al monument de la memòria històrica de Callosa d'en Sarrià. L'atac es produeix de matinada, el mateix dia de la inauguració oficial del monument, amb pintades sobre els noms dels callosins morts i pintades en el recinte del cementeri, amb al·lusions i insults contra la segona república.[249][250]
- 7 d'abril de 2016: pintades nazis als voltants de la Universitat de València el dia que s'hi fa un homenatge a Guillem Agulló. També apareixen amenaces directes de mort a Mònica Oltra, vicepresidenta de la Generalitat Valenciana.[251]
- 14 de maig 2016: agressió homòfoba a una parella d'homes a la plaça de l'Ajuntament de la ciutat de València. Després de cridar-los "maricones" per anar agafats de la mà, va propinar dos colps a un d'ells.[252]
- 9 d'octubre 2016: membres de Lambda, col·lectiu LGTB de València, tornen a ser insultats i increpats a la processó cívica del Nou d'Octubre per segon any consecutiu.[253]
- 9 d'octubre 2016: un grup de 15-20 feixistes agredixen a l'activista LGTB, Fran Pardo, i al seu company, el regidor de la CUP a Torredembarra, Toni Sacristan, al finalitzar la manifestació de la vesprada del 9 d'octubre a la ciutat de València.[254][255]
- 5 de desembre 2016: seguidors radicals de la Curva Nord del València CF agredeixen membres d'una xaranga que havia acudit a Mestalla a ajudar en l'animació de l'equip.[256]
- 25 de desembre 2016: atacs feixistes a les seus d'Esquerra Unida, Compromís i Podem a Elx, amb pintades en què es podia llegir ‘Arriba España’, juntament amb símbols nazis i falangistes.[257][258]
- 3 de gener de 2017: degoteig d'atacs vandàlics de caràcter xenòfob i homòfob a La Vall d'Uixó (Plana Baixa). Un jove de 14 anys és detingut per pintades vandàliques a la font de la Plaça del Xorros. Pocs dies abans de Cap d'any, apareixen pintades en el CEIP Eleuterio Pérez, amb dibuixos i amb frases de tarannà homòfob. A mitjan novembre també havien aparegut pintades xenòfobes després d'unes jornades per la convivència on participaren alumnes del mateix institut.[259]
- 5 de gener de 2017: destrossen el monument dedicat a Miquel Grau a Alacant, la placa commemorativa de l'última víctima de la violència política de la Transició. El Casal Tio Cuc denuncia que des que instal·laren la placa (15 mesos enrere) ha patit 5 agressions, la més greu aquesta última.[260]
- 25 de febrer de 2017: atac a la seu de Compromís a Alzira amb pintades amenaçants, insults i simbologia nazi.[261][262]
- 4 d'abril de 2017: atac amb pintades feixistes signades per Falange Española a les seus de Compromís, Podem, PSPV-PSOE i EUPV a Alacant.[263]
- 17 d'abril de 2017: agredeixen físicament un client d'un bar d'origen colombià a Poblats Marítims de València amb crits racistes.[264]
- 9 d'octubre de 2017: diversos grups d'ultres d'extrema dreta agredeixen violentament i persegueixen a activistes i perdiodistes durant la manifestació valencianista del 9 d'octubre per la vesprada.[265][266] Fins a 28 persones foren investigades penalment per estos fets.[267]
- 17 de març de 2018: atac amb pintades feixistes les cases dels regidors de Somos Callosa i EUPV a Callosa de Segura.[268]
- 16 de juliol de 2018: atac amb pintades franquistes i feixistes a la Facultat de Psicologia de la Universitat de València.[269]
- 17 de juliol de 2018: atac amb pintades feixistes i catalanòfobes a la seu nacional de Compromís a la ciutat de València.[270]
- 23 de juliol de 2018: un grup de radicals d'extrema dreta liderats per l'ultra Juan García Sentandreu (qui acabà detingut per la policia) ataca a plena llum del dia el mural de l'artista Elías Taño dedicat als joves d'Altsasu i als presos polítics a la ciutat de València.[271]
- 24 de juliol de 2018: atac amb pintades feixistes les seus de Compromís, Podem, PSPV i Ciudadanos a la Pobla de Vallbona (Camp de Túria).[272]
- 25 de juliol de 2018: pinten esvàstiques, simbologia de les Schutzstaffel (SS) i altre de tipus neonazi a la seu nacional de Compromís a València.[273]
- 30 de juliol de 2018: ataquen la seu de Compromís a Castelló de la Plana amb adhesius en defensa del Valle de los Caídos.[274]
- 18 d'agost de 2018: un atac vandàlic deixa irrecognoscible el monòlit dedicat a Miquel Grau a Alacant.[275]
- 2 de setembre de 2018: atac a la seu de Podem a Alacant amb cartells feixistes.[276]
- 15 de setembre de 2018: diversos grups d'ultres d'extrema dreta convocats per España 2000 insulten, increpen i agredeixen als assistents a l'Aplec del Camp de Túria, a Bétera.[277]
- 8 d'octubre de 2018: diversos ninots pintats amb una estelada apareixen penjats a l'entrada a València des de Barcelona, en la vespra del 9 d'octubre.[278]
- 7 de març de 2019: aficionats ultres del València CF agradeixen un aficionat de l'Athletic de Bilbao prop de l'Estadi de Mestalla, moments abans que començara el partit entre ambdós equips.[279]
- 11 de març de 2019: una dona colombiana és insultada i amenaçada pel seu origen amb proclames feixistes i racistes a València.[280]
- 27 d'octubre de 2019: pintades amb esvàstiques i amenaces de mort a Joan Tardà abans d'un acte on participava a la Universitat de València.[281]
- 27 de novembre de 2019: al tercer dia de rodatge de la pel·lícula La mort de Guillem a Sagunt apareixen pintades amb simbologia nazi. Algunes foren incloses al film.[282]

## Dècada de 2020
- 15 de juliol de 2020: atac racista al Centre de Formació Vicent Ventura, una escola d'adults amb alumnat estranger de la ciutat de València. Els autors van trencar la porta del centre i pintaren esvàstiques i frases insultants a la façana.[283]
- 19 de juliol de 2020: incendi provocat al Casal Popular de Castelló, situat al barri de la Guinea de la capital de la Plana. Els autors signen amb "Abascal Army". Dies abans havien atacat el casal amb pintades, siliconant la porta d'entrada i destrossant registres de llum.[284]
- 20 de setembre de 2020: atac a la seu del PSPV-PSOE a Burjassot amb pintades de simbologia feixista i nazi.[285]
- 12 d'octubre de 2020: el grup feixista España 2000 organitza una "marxa de torxes" al barri de Benimaclet de la ciutat de València, on acudeixen al voltant de 50 neonazis amb simbologia nazi i feixista. Els veïns del barri van respondre amb una cassolada als balcons i una contra manifestació amb centenars de persones. La Generalitat Valenciana va iniciar un procés sancionador als organitzadors de la marxa feixista per vulnerar la Llei Valenciana de Memòria Democràtica (Llei 14/2017), ja que es van exhibir banderes franquistes, altres elements de simbologia nazi així com cançons i proclames feixistes.[286]
- 18 d'octubre de 2020: un grup ultra feixista provinent de Gandia desfila pels carrers de Pego abans d'un partit de futbol amb proclames racistes i feixistes. Com a resposta, centenars de joves de Pego organitzaren una manifestació immediatament i els ultres hagueren de fugir del poble escoltats per la Guàrdia Civil.[287]
- 14 de febrer de 2021: agressió homòfoba al parc del Tossal d'Alacant. Unes 15 persones agredeixen a un home de 43 anys per motius homòfobs i li trenquen el nas, el pòmul i el fèmur. Els agressors van increpar i insultar amb qualificatius com "maricons, fills de puta" o amenaces com "aneu-vos-en d'ací, us matarem". 13 persones van ser arrestades com a agressors i acusats dels delictes d'odi, lesions greus i robatori amb violència i intimidació.[288]
- 19 de febrer de 2021: atac i boicot d'una activitat telemàtica contra la violència masclista de l'Ajuntament de Sant Vicent del Raspeig. Desenes d'usuaris van interrompre l'activitat amenaçant de mort les dones que hi participaven, enviant fotos de desfilades nazis i de Hitler amb insults masclistes i feixistes.[289]

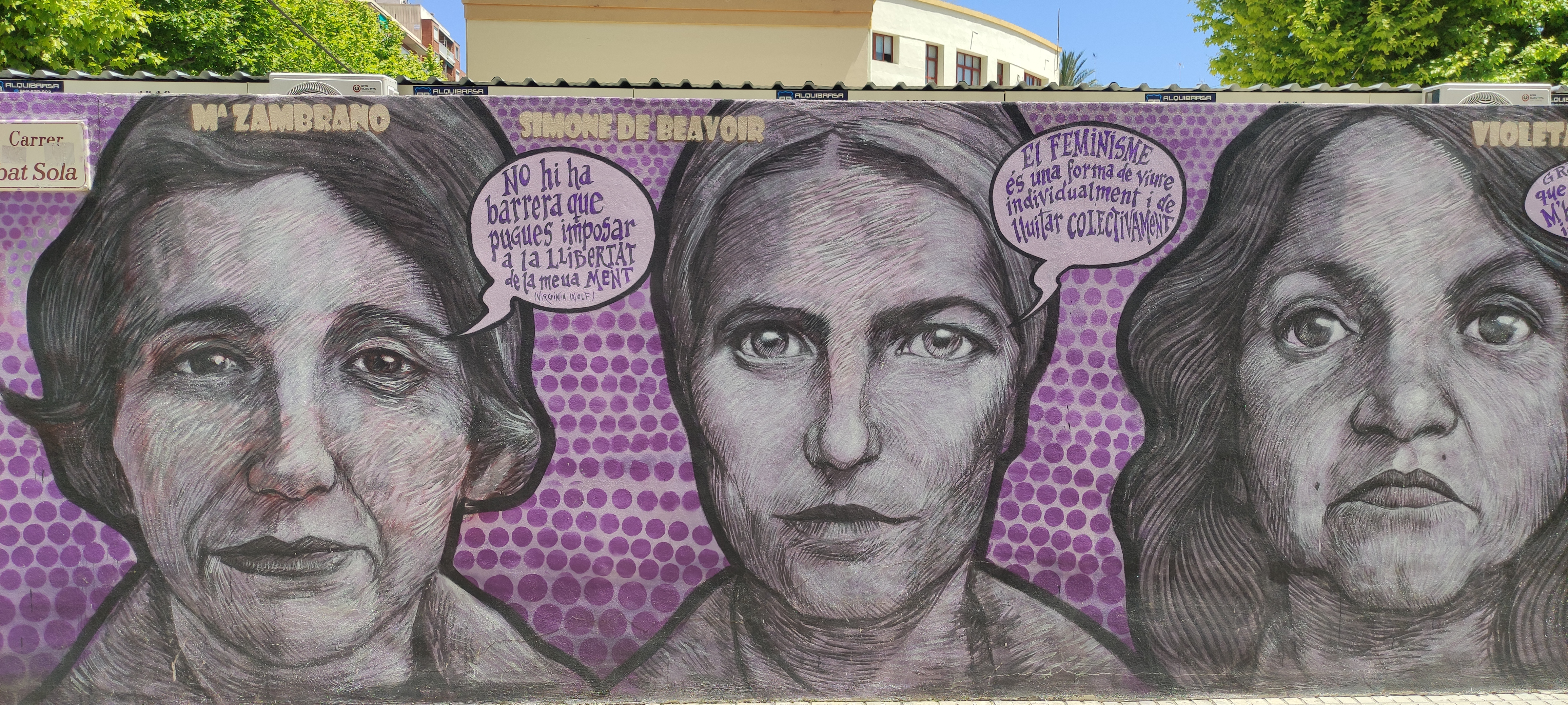
El mural de Gandia, abans de l'atac.

- 5 de març de 2021: atac amb simbologia feixista a un mural feminista de Gandia, que representava a María Zambrano, Simone de Beavoir i Violeta Parra. El mural ja havia sigut atacat el març de 2020 amb esvàstiques i pintades feixistes.[290]
- 2 d'abril de 2021: tres individus assalten, proferint insults racistes, una fruiteria regentada per una parella d'estrangers al barri de Benicalap a València. Els agressors acaben detinguts i el matrimoni a l'hospital.[291]
- 3 d'abril de 2021: ataquen i arranquen la placa commemorativa de Miquel Grau, jove assassinat per feixistes en 1977, situada a la Plaça dels Cavalls d'Alacant.[292]
- 13 d'abril de 2021: ataquen les seus de les ONG Lambda i Federació Unió Africana d'Espanya a la ciutat de València. La seu de Lambda apareix amb el pany bloquejat amb silicona i pintades feixistes. La seu de la Federació Unió Africana és atacada amb pintades racistes i feixistes.[293]
- 19 d'abril de 2021: ataquen la seu de la ONG Lambda per cinquena vegada en sis mesos, bloquejant el pany d'entrada a la seu amb silicona.[294]
- 1 de maig de 2021: dos neonazis apallissen a un jove a la ciutat de València davant la seu del partit ultra España 2000, després d'una manifestació nazi autoritzada per la Delegació del Govern i protegida per la policia. Dies després, la policia deté com a agressors a Vicente Casinos, vigilant de seguretat amb antecedents violents, i Jorge Plaza, membre de seguretat d'Espanya 2000, i són posats en llibertat amb càrrecs.[295]
- 28 de maig de 2021: un incendi provocat de matinada obliga a desallotjar un centre d'acollida de menors a Alacant.[296]
- 19 de juny de 2021: un grup d'homes agredeixen a una parella de lesbianes a la discoteca Budha de Benicàssim. Després d'increpar-les mentre ballaven, un grup d'homes es va burlar d'elles amb insults homòfobs. Un dels agressors va propinar un colp a la boca d'una de les victímes, i després de ser expulsats de la discoteca, van tractar d'atropellar-les amb el seu vehicle, deixant a diverses joves amb ferides a les cames.[297]
- 23 de juny de 2021: agressió homòfoba a un menor d'edat a la ciutat de València durant la Nit de Sant Joan. Un grup d'homes apallisa un xic de 17 anys per anar agafat de la mà de la seua parella, després d'insultar-lo per la seua orientació sexual. El jove va ser brutalment colpejat amb punyades i puntellons per tot el cos quan va caure a terra. Es tracta de la segona agressió homòfoba al País Valencià en la setmana de l'orgull LGBT.[298]
- 3 de juliol de 2021: nova agressió homòfoba a Ciutat jardí, València. Dos nois joves son agredits i robats per una desena de persones mentre els proferien insults per la seva orientació sexual. Una de les víctimes va denunciar que la policia li va posar traves i el va intentar dissuadir de formalitzar la denúncia que finalment fou recollida directament per la fiscalia.[299][300]
- 8 de juliol de 2021: segueixen les agressions homòfobes a València, en aquest cas una parella de nois que s'estava besant en un banc al Jardí del Túria son brutalment colpejats per una persona.[301]
- 15 de juliol de 2021: en l'arribada a València de l'organització neonazi Bastión Frontal apareixen cartells i pintades en alguns barris i diverses entitats traslladen la preocupació a les policies locals i nacionals que obren una investigació i convoquen una reunió amb la delegació del Govern d'Espanya a la Comunitat Valenciana.[302][303]
- 20 de juliol de 2021: noves pintades homòfobes contra la seu del Col·lectiu Lambda i l'oficina integral LGTBI de la Generalitat Valenciana, gestionada per la mateixa entitat, a la ciutat de València.[304]
- 4 de setembre de 2021: un home armat amb una pistola irromp en un acte feminista a la plaça de l'Ereta de Castelló després d'haver estat amenaçant prèviament a les assistents. Posteriorment va encanonar diverses persones dirigint-se a elles com "rojas de mierda", però fou foragitat i perseguit. L'agressor no arribà a ser detingut per la policia, que en declaracions posteriors qualificà els successos com a "amenaces lleus" i "falsa alarma" ja que l'arma utilitzada era simulada.[305]

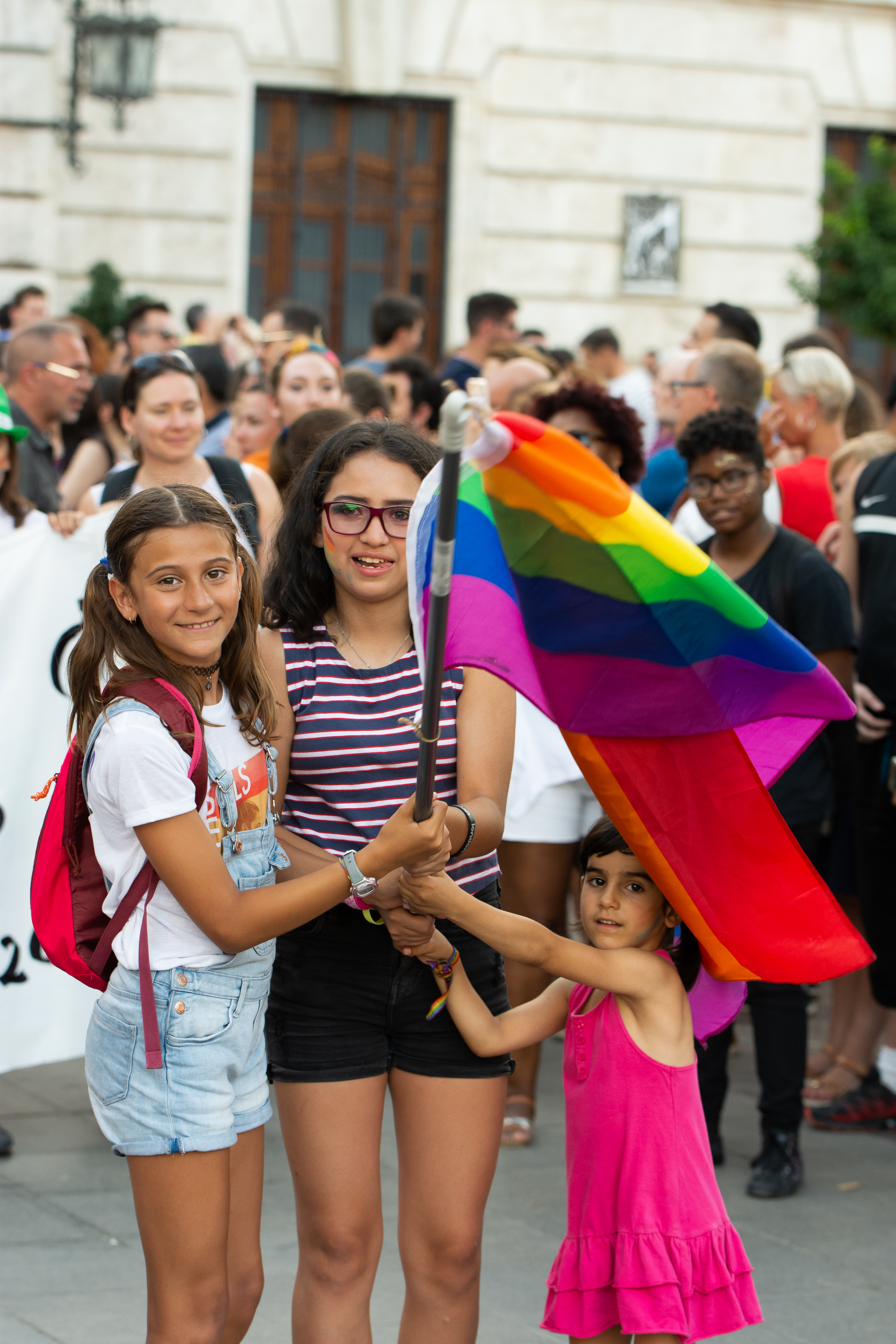
Almanco una aparent normalització i conquesta de drets socials per part del moviment LGTB, les agressions físiques no paren de créixer. Fotografia el "Dia de l'Orgull" a València el 2019.

- 7 de setembre de 2021: un jove transgènere i el seu acompanyant son agredits a l'avinguda de Vicent Blasco Ibáñez de València després que es dirigiren a altres joves emprant termes de gènere neutre com ara "guapis todes".[306]
- 2 d'octubre de 2021: dues xiques trans denuncien a través de les xarxes socials haver estat agredides en plena avinguda de Vicent Blasco Ibáñez de València amb insults transfòbics i robatori de pertinences per part un grup d'unes 25 persones. També denunciaren la inacció de la policia allà present.[307]
- 11 d'octubre de 2021: cremen la bandera irisada de la seu del col·lectiu LGTBI d'Alcoi Ponts d'Igualtat i hi deixen missatges amb contingut neonazi.[308]
- 7 de novembre de 2021: un jove és apallissat per un grup de persones d'estètica nazi al barri de la Bega Baixa de València. La víctima creu que estarien relacionats amb Ultras Yomus. La Fiscalia de Delictes d'Odi en va assumir la investigació.[309]
- 17 de febrer de 2022: un professor de l'institut les Alfàbegues de Bétera és agredit i increpat per un nombrós grup d'alumnes per la seva orientació sexual mentre exhibien banderes nacionals espanyoles com a resposta a l'exhibició prèvia d'un altre grup d'estudiants d'una bandera LGBT.[310]
- 6 de març de 2022: el personal de seguretat d'una discoteca de València agredeix i profereix insults racistes a un jove marroquí.[311]
- 8 de maig de 2022: un noi és insultat i colpejat a la cara per un altre grup de persones a Riba-roja de Túria. El jove ho denuncià a les xarxes socials com un atac homòfob ja que portava maquillatge.[312]
- 15 d'octubre de 2022: la Policia Nacional investiga com a delicte d'odi una agressió que va deixar inconscient un xic al barri de Malilla, València, alhora que li cridaven insults homòfobs.[313]
- 18 de febrer de 2023: al barri de Benimaclet de València, assistents a un dinar a l'aire lliure en homenatge a Guillem Agulló són arruixats amb un líquid corrosiu llançat des d'un balcó.[314][315][316]
- 2 de març de 2023: agressió racista a Rojals (Baix Segura) a una persona sudamericana pel seu aspecte físic. Les agressores, que conduïen en estat d'embriaguesa pel carril contrari, van provocar un accident contra el cotxe de la víctima i posteriorment van colpejar-la i insultar-la pel seu aspecte físic indígena.[317]
- 21 de maig de 2023: en un partit de futbol a l'estadi de Mestalla s'insulta amb consignes racistes al jugador del Real Madrid Vinícius Júnior.[318] Tot i no ser novetat pels nombrosos precedents històrics en aquest cas es va perseguir i jutjar alguns dels autors en el que es podria calificar com la primera condemna per insults racistes en un estadi de futbol a Espanya. Tres seguidors van acceptar la condemna per un delicte contra la integritat moral amb agravant d'odi el juny de 2024.[319]
- 4 d'agost de 2024: un grup de persones deixa inconscient una jove trans a les portes d'una discoteca de Russafa. Una hora més tard es produeix una altra agressió transfòbica a la mateixa zona.[320]
- 31 de gener de 2025: un nombrós grup de joves n'agredeixen un altre a l'eixida d'una discoteca de València amb consignes i crits homòfobs. L'atac es va produïr per sorpresa i sense cap discussió prèvia. Dels tres primers detinguts per l'agressió, un d'ells era menor d'edat.[321]